# 西區抽水站及濾水廠
西區抽水站及濾水廠（英語：Elliot Pumping Station & Filters），又稱西區濾水廠房，是香港一個已停用的水務設施，位於香港島西區薄扶林道近香港大學以西及寶翠園以南。其建築分別被列為香港二級及三級歷史建築。

## 歷史
西區抽水站及濾水廠建於1930年至1931年，屬於香港仔水塘的濾水及引水附屬設施。建築群包括抽水站及濾水廠，以將食水輸送至香港島西區，也包括兩幢職員宿舍分別供管理該處高級職員及普通工人居住。西區抽水站及濾水廠於1993年關閉。高級職員宿舍（Senior Staff Quarters）被列為香港二級歷史建築，工人宿舍（Workmen's Quarters）及濾水廠房（Treatment Works Building）則被列為香港三級歷史建築。
2000年代，香港大學宣佈擴建計劃，使用的土地包括西區抽水站及濾水廠原址，可能會影響該處的歷史建築。

## 發展
為配合香港實行大學四年學制，港大計劃在西區抽水站及濾水廠現址，興建百周年校園，並已與水務署達成協議，水務署同意於新校園後面的山坡用挖通隧道的方式，興建儲水庫儲存鹹水，而現有的鹹水庫，則會用作儲存淡水。而新水庫上蓋將建設休憩設施，供公眾使用。至於該兩幢職員宿舍，因位於未來新校園的入口，故考慮改作世界級書店或訪客中心之用。